# شخض مفلطح الأوراق
شخض مفلطح الأوراق (الاسم العلمي:Justicia platyphylla) هو نوع غير مؤكد من النباتات يتبع جنس الشخض من الفصيلة الأقنتية.